# Allu Arjun
Pour les articles homonymes, voir Allu (homonymie) et Arjuna (homonymie).
 (mai 2021).
La mise en forme du texte ne suit pas les recommandations de Wikipédia : il faut le « wikifier ».
Les points d'amélioration suivants sont les cas les plus fréquents. Le détail des points à revoir est peut-être précisé sur la page de discussion.
- Les titres sont pré-formatés par le logiciel. Ils ne sont ni en capitales, ni en gras.
- Le texte ne doit pas être écrit en capitales (les noms de famille non plus), ni en gras, ni en italique, ni en « petit »…
- Le gras n'est utilisé que pour surligner le titre de l'article dans l'introduction, une seule fois.
- L'italique est rarement utilisé : mots en langue étrangère, titres d'œuvres, noms de bateaux, etc.
- Les citations ne sont pas en italique mais en corps de texte normal. Elles sont entourées par des guillemets français : « et ».
- Les listes à puces sont à éviter, des paragraphes rédigés étant largement préférés. Les tableaux sont à réserver à la présentation de données structurées (résultats, etc.).
- Les appels de note de bas de page (petits chiffres en exposant, introduits par l'outil «  Source ») sont à placer entre la fin de phrase et le point final[comme ça].
- Les liens internes (vers d'autres articles de Wikipédia) sont à choisir avec parcimonie. Créez des liens vers des articles approfondissant le sujet. Les termes génériques sans rapport avec le sujet sont à éviter, ainsi que les répétitions de liens vers un même terme.
- Les liens externes sont à placer uniquement dans une section « Liens externes », à la fin de l'article. Ces liens sont à choisir avec parcimonie suivant les règles définies. Si un lien sert de source à l'article, son insertion dans le texte est à faire par les notes de bas de page.
- La présentation des références doit suivre les conventions bibliographiques. Il est recommandé d'utiliser les modèles {{Ouvrage}}, {{Chapitre}}, {{Article}}, {{Lien web}} et/ou {{Bibliographie}}. Le mode d'édition visuel peut mettre en forme automatiquement les références.
- Insérer une infobox (cadre d'informations à droite) n'est pas obligatoire pour parachever la mise en page.

Pour une aide détaillée, merci de consulter Aide:Wikification.
Si vous pensez que ces points ont été résolus, vous pouvez retirer ce bandeau et améliorer la mise en forme d'un autre article.
Dans ce nom télougou, le nom de famille, Allu, précède le nom personnel.
Allu Arjun (né le 8 avril 1983 à Chennai en Inde) est un acteur de cinéma indien qui travaille principalement dans le cinéma télougou. Connu par ses danses, il remporte cinq Filmfare Awards South et trois Nandi Awards,.
Après son début dans Gangotri (en) (2003), Allu est apparu dans Arya (en) (2004) réalisé par Sukumar (en), ce qui lui vaut le prix spécial du jury Nandi (en). Dans les années suivantes, il joue dans des films tels que Bunny (en) (2005), Happy (en) (2006) et Desamuduru (en) (2007).
Allu a remporté son premier Filmfare Award du meilleur acteur pour son film  Parugu (2008). Ses films consécutifs, Arya 2 (2009), Vedam (en) (2010), Varudu (2010) et Badrinath (en) (2011) n'ont pas réussi à atteindre le box-office,. Son rôle dans Rudhramadevi (en) (2015) en tant que Gona Ganna Reddy lui a permis d'obtenir le Filmfare Award du meilleur second rôle masculin et le Nandi Award du meilleur acteur,.
Par la suite, des films comme Race Gurram (2014), Sarrainodu (2016) et Duvvada Jagannadham (2017) l'ont ramené sur la voie du succès générant chacun une recette de plus de 100 crores  (plus d'un milliard de roupies). Il a collaboré trois fois avec le réalisateur Trivikram Srinivas pour Julayi (2012), S / O Satyamurthy (2015) et Ala Vaikunthapurramuloo (2020). Chaque film est un succès, le dernier rapportant plus de 262  au box-office.

## Biographie

### Enfance
Allu Arjun est né le 8 avril 1983, dans une famille télougou à Madras (aujourd'hui Chennai). Il est le fils du producteur de cinéma Allu Aravind et de Nirmala,. Son grand-père paternel Allu Ramalingaiah est également un acteur de cinéma. Ils sont originaires de Palakollu, situé dans le district Godavari Est dans l’État indien Andhra Pradesh.
Allu Arjun est le cadet d'une fratrie de trois. Son frère aîné Venkatesh est un homme d'affaires tandis que son jeune frère Sirish est également un acteur. Sa tante paternelle est mariée à Chiranjeevi. Il est le cousin de Ram Charan, Varun Tej, Sai Dharam Tej et Niharika Konidela, tous acteur/actrices dans le cinéma télougou.

### Carrière

#### Les débuts (2001–2008)
Après avoir joué comme enfant comédien dans Vijetha et comme danseur dans Daddy, Allu Arjun fait ses débuts en tant qu'adulte dans Gangotri. Il apparaît ensuite dans Arya de Sukumar,. Son rôle dans Arya l'a révélé au grand public, lui permettant une première nomination pour le Filmfare Award du meilleur acteur et la victoire du prix spécial du jury lors de la cérémonie de Nandi Awards et de deux CineMAA Awards pour le meilleur acteur et le meilleur acteur selon le jury. Le film a eu un grand succès auprès des critiques et du public.
Il joue ensuite dans Bunny de V.V. Vinayak interprétant un étudiant, et les critiques félicitent sa prestation et ses pas de danse. Son film suivant est une histoire d'amour musicale de A. Karunakaran intitulé Happy. Puis il joue le rôle de Bala Govindam dans le film d'action Desamuduru de Puri Jagannadh, un journaliste intrépide qui tombe amoureux d'une femme au passé sombre.

#### Succès confirmé et expérimentation des genres (2008-2013)
Son film suivant est Parugu de Bhaskar, où il joue le rôle de Krishna, un homme insousciant d'Hyderabad qui aide son ami à s'enfuir avec son amour, pour subir ensuite la colère du père de la jeune femme. Le site idlebrain.com écrit : « Allu Arjun est plutôt excellent dans la première partie, son personnage étant dynamique et demandant beaucoup d'énergie. Il porte toute la première partie du film sur ses épaules. Dans la deuxième partie, il excelle dans les scènes émotionnelles. ».
Après avoir joué un rôle invité dans Shankar Dada Zindabad, il joue dans le drame d'action psychologique de Sukumar Arya 2. Il incarne le rôle d'Arya, un orphelin qui a des problèmes de comportement dans la mesure où il est consumé par la possessivité envers son ami Ajay, qui ne l'accepte pas. Le journal Sify écrit : « Allu Arjun est plein d'énergie avec un personnage pris dans les tourments de l'amour. Bien qu'il incarne un rôle avec des parts d'ombre, son jeu peut provoquer beaucoup de sympathie de la part du public. Ses danses sont époustouflantes et il excelle dans les scènes émotionnelles ». Le site idlebrain.com écrit : « Allu Arjun est parfait en tant qu'Arya. Son personnage dans le film a les caractéristiques d'un psychotique et il le dépeint parfaitement. Il a brillé dans les scènes émotionnelles de la seconde partie du film. Allu Arjun est probablement le meilleur danseur de l'époque actuelle à Tollywood. C'est la raison pour laquelle il fait apparaître des danses extrêmement difficiles comme fluides et sans effort lors des quatre premières chansons du film. ».
Allu joue dans deux films expérimentaux en 2010. Le premier est Varudu de Gunasekhar. Le site Rediff.com écrit : « Allu Arjun a réalisé une performance compétente, effacée quand nécessaire et volatile quand nécessaire. » et déclare : « C'est un bon danseur qui rend justice à son rôle ». Son film suivant est Vedam de Krish.
Par la suite, il reprend un rôle dans un film d'action de VV Vinayak intitulé Badrinath. Il joue le rôle de Badri, un guerrier qui est assigné à la protection d'un sanctuaire de Badrinath par son Guru, à qui il est très fidèle. Le film est resté à l'affiche 50 jours dans 187 cinémas.
Après Badrinath, Allu apparaît dans le film Julayi, une comédie d'action sortie en 2012. Il interprète le rôle de Ravindra Narayan, un gamin intelligent mais gâté dont la vie prend une tournure dramatique après qu'il a été le témoin d'un énorme vol de banque. Le Times of India écrit : « Allu Arjun mets en œuvre une interprétation confiante en tant que voyou adorable. C'est un rôle qui lui convient parfaitement et il l'emporte avec un panache caractéristique. Il illumine particulièrement l'écran avec sa danse, réalisant des mouvements plutôt difficiles. ». Il est nommé pour le prix SIIMA du meilleur acteur[réf. nécessaire]. Il joue plus tard dans le thriller d'action Iddarammayilatho de Puri Jagannadh, jouant Sanju Reddy, un guitariste avec un passé sombre. Le Times of India écrit : 
« Fidèle à son étiquette de « star stylée », Allu Arjun semble plus tendance que jamais. Son personnage de guitariste, qui est un artiste de rue à Barcelone, était à peine esquissé et semble pourtant complètement différent de ses films précédents. Il prouve une fois de plus qu'il est un bon acteur et probablement grâce à la planification méticuleuse du responsable des cascades, il réalise des interprétations parfaites dans toutes les scènes de combat. ».

#### 2014 - De nos jours
En 2014, il réalise un caméo dans Yevadu de Vamsi Paidipally. Le journal L'Hindou écrit : 
« Allu Arjun démontre ce qu'un acteur peut faire même dans un rôle très court. En quelques minutes, il fait ressortir son expérience, s'approprie le personnage et réalise une sortie impressionnante alors même qu'il perd son identité ». Son prochain film s'intitule Race Gurram de Surender Reddy, dans lequel il joue le rôle d'un gars insouciant. Le journdal indein The Deccan Chronicle écrit : « Allu Arjun vole définitivement la vedette avec sa performance plein d'énergie. Il est doué avec le timing comique et il s'est également beaucoup amélioré en tant qu'acteur. En réalité, il porte le film sur ses épaules. Ses compétences de danseur sont également bien exploitées. » Il remporte son troisième prix du meilleur acteur lors des Filmfare Awards.
Allu produit et joue dans un court métrage du nom de I am That Change (2014) afin de sensibiliser à la responsabilité sociale individuelle. Le film est réalisé par Sukumar puis est projeté dans les salles de l'Andhra Pradesh et du Telangana le 15 août 2014. Il joue dans S / O Satyamurthy de Trivikram Srinivas, qui est sorti au cinéma le 9 avril 2015. Plus tard, il joue dans Rudhramadevi de Guna Sekhar qui est le premier film historique indien en 3D,. Pour Rudhramadevi, il remporte le Filmfare Award du meilleur second rôle et devient ainsi le seul acteur à remporter à la fois les Filmfare Awards de meilleur acteur-Telugu et de meilleur second rôle masculin-Telugu. Par la suite il joue dans Sarainodu, dirigé par Boyapati Srinu. En 2016, il collabore pour la troisième fois avec le producteur Dil Raju pour Duvvada Jagannadham.
En 2018, sort un film sous la direction de l'écrivain (devenu réalisateur) Vakkantham Vamsi et qui s'intitule Naa Peru Surya, Naa Illu India. Dans le film, il interprète le rôle d'un soldat de l'armée indienne qui a des problèmes de gestion de la colère. En 2020, son film sous la direction de Trivikram Srinivas, Ala Vaikunthapurramuloo est sorti. La même année, le film sous la direction de Sukumar intitulé Pushpa doit sortir pendant le festival Divali mais le tournage est retardé en raison de la pandémie de Covid-19.
Une chanson de rap à son sujet est composée par S. Thaman et interprétée par Roll Rida et Harika Narayan. Les paroles écrites par Roll Rida et The Hyderabad Nawabs retracent le voyage d'Allu Arjun dans le cinéma Télougou,. Le clip intitulé « Allu Arjun Rap Song » est sorti sur le label Aditya Music,.

## Vie privée
Le 6 mars 2011, il épouse Sneha Reddy à Hyderabad. Ils ont un fils, Allu Ayaan, et une fille, Allu Arha. En 2016, Allu lance une boîte de nuit nommée 800 Jubilee en collaboration avec M Kitchens et Buffalo Wild Wings.

## Filmographie
- 1985 : Vijetha (en) : Le fils de Saratha[49]
- 1986 : Swati Mutyam (en) : Le petit-fils de Sivayya[50]
- 2001 : Daddy (en) : Gopier[51]
- 2003 : Gangotri (en) : Simhadri[52]
- 2004 : Arya (en) : Arya[21]
- 2005 : Bunny (en) : Raja (Bunny)[note 1][53]
- 2006 : Happy (en) : Bunny[54]
- 2007 : Desamuduru (en) : Bala Govind[55]
- 2007 : Shankar Dada Zindabad (en) : Lui-même[56]
- 2008 : Parugu (en) : Krishna[57]
- 2009 : Arya 2 (en) : Arya[58]
- 2010 : Varudu (en) : Sandeep "Sandy" Mohan Ram[note 1][59]
- 2010 : Vedam (en) : Anand « Cable Raju » Raj[note 1][60]
- 2011 : Badrinath (en) : Badrinath[61]
- 2012 : Julayi (en) : Ravindra Narayan[62]
- 2013 : Iddarammayilatho (en) : Sanjay "Sanju" Reddy[note 1][63]
- 2014 : I Am That Change (en) : Lui-même[64]
- 2014 : Yevadu (en) : Satya[65]
- 2014 : Race Gurram (en) : Lakshman "Lucky" Prasad[note 1][66]
- 2015 : S/O Satyamurthy (en) : Viraj Anand[67]
- 2015 : Rudhramadevi (en) : Gona Ganna Reddy[68]
- 2016 : Sarrainodu (en) : Gana[69]
- 2017 : Duvvada Jagannadham (en) : Duvvada Jagannadham Sasthri / DJ[note 2][70]
- 2018 : Naa Peru Surya, Naa Illu India (en) : Surya[71]
- 2020 : Ala Vaikunthapurramuloo (en) : Bantu[72]
- 2021 : Pushpa† : Pushpa Raj[73]
- 2024 : Pushpa : The Rule : Pushpa Raj